# Wilhelm Uppenborn
Wilhelm Uppenborn (* 1904 in Berlin; † 3. Februar 1988 in Krefeld-Traar) war deutscher Diplom-Landwirt, Autor und preußischer Landstallmeister.
Seine berufliche Karriere begann er in den königlich ungarischen Gestüten Kisbér, Bábolna und Mezőhegyes. Er arbeitete als Berater und Leiter einer Vollblutzucht in der irischen Grafschaft Kildare (Curragh), in England sowie Frankreich. Anschließend war er im Gestüt Neustadt (Dosse) tätig. Darauf folgte der Posten des Leiters der Hengstprüfungsanstalt Zwion-Georgenburg in Ostpreußen.
Ferner war er Landstallmeister der Landesgestüte in Osnabrück-Eversburg, in Hannover und in Rastenburg.

## Auszeichnungen
- Silberne Medaille des Direktoriums für Vollblutzucht und Rennen's
- Ehrenplakette des hessischen Ministers für Landwirtschaft und Forsten
- Große "Gustav-Rau"-Erinnerungsplakette der Deutschen Reiterlichen Vereinigung